# Ʉ̱
Cette page contient des caractères spéciaux ou non latins. S’ils s’affichent mal (▯, ?, etc.), consultez la page d’aide Unicode.
Ʉ̱ (minuscule : ʉ̱), appelé U barré macron souscrit, est une lettre utilisée dans l’écriture du chinantèque d’Ozumacín, du comanche, du karimojong et du popoluca de Sayula.
Elle est formée de la lettre U barré diacritée d’un macron souscrit.

## Représentations informatiques
Le U barré macron souscrit peut être représente avec les caractères Unicode suivants  (latin étendu B, alphabet phonétique international, diacritiques) :
| formes    | représentations | chaînes de caractères | points de code | descriptions                                                |
| --------- | --------------- | --------------------- | -------------- | ----------------------------------------------------------- |
| capitale  | Ʉ̱               | Ʉ◌̱                    | U+0244 U+0331  | lettre majuscule latine u barré diacritique macron souscrit |
| minuscule | ʉ̱               | ʉ◌̱                    | U+0289 U+0331  | lettre minuscule latine u barré diacritique macron souscrit |

## Sources
- (es) James E. Rupp, Adrian Ayala Guatemala, Marcial Méndez de la Cruz, Lucio Mendoza Carillo et Herminia Mendoza Salas, Diccionario chinanteco para Ayotzintepec, Ozumacín y Progreso, México, D.F., Instituto Lingüístico de Verano, A.C., 2012, xx+274 (lire en ligne)